# 改革开放杰出贡献人员
改革开放杰出贡献人员（改革开放40周年100名改革先锋），是中华人民共和国实行改革开放40周年之际，中国共产党中央委员会和中华人民共和国国务院于2018年12月18日在庆祝改革开放40周年大会上授予的荣誉称号。会议上共授予百人改革先锋称号，并向十名国际友人颁发中国改革友谊奖章。

## 改革先锋名单（100名）
- 于敏　中国工程物理研究院原副院长、研究员
- 于漪（女）　上海市杨浦高级中学名誉校长
- 小岗村“大包干”带头人[a]　农村改革的先行者
- 马万祺　全国政协原副主席，澳门中华总商会原会长
- 马云　阿里巴巴（中国）有限公司董事局主席
- 马化腾　深圳市腾讯计算机系统有限公司董事会主席、首席执行官
- 马善祥（回族）　重庆市江北区观音桥街道办事处人民调解员、“老马工作室”负责人
- 王大珩　中国科学院长春光学精密机械与物理研究所原名誉所长
- 王书茂　海南省琼海市潭门镇潭门村党支部纪检委员，潭门镇海上民兵连副连长
- 王永民　北京王码创新网络技术有限公司董事长
- 王有德（回族）　宁夏灵武白芨滩国家级自然保护区管理局原党委书记、局长
- 王伯祥　山东省潍坊市原市委副书记、市长，原寿光县委书记
- 王启民　大庆油田有限责任公司原总经理助理
- 王选　全国政协原副主席，北京大学计算机科学技术研究所原所长
- 王宽诚　王宽诚教育基金会创办人
- 王家福　中国社会科学院法学研究所原所长
- 王瑛（女，回族）　四川省南江县原县委常委、纪委书记
- 韦昌进　山东省枣庄军分区政治委员
- 韦焕能（壮族）　广西壮族自治区河池市宜州区屏南乡合寨村原村委会副主任
- 巨晓林　中铁电气化局集团第一工程有限公司技术员，中华全国总工会副主席（兼职）
- 孔繁森　西藏自治区阿里地区原地委书记、政协主席
- 厉以宁　北京大学光华管理学院名誉院长、教授
- 叶聪　中国船舶重工集团有限公司第七○二研究所副所长、水下工程研究开发部主任
- 申纪兰（女）　山西省平顺县西沟村党总支副书记，山西省妇联原主任，长治市人大常委会原副主任，平顺县原县委副书记
- 史久镛　外交部原法律顾问，联合国国际法院原院长
- 冉绍之　重庆市奉节县移民局原副局长
- 包起帆　上海国际港务（集团）股份有限公司原副总裁、原技术中心主任
- 尼玛顿珠（藏族）　西藏自治区阿里地区改则县物玛乡抢古村党支部书记
- 廷·巴特尔（蒙古族）　内蒙古自治区锡林郭勒盟阿巴嘎旗洪格尔高勒镇萨如拉图雅嘎查原党支部书记
- 刘汉章　邯郸钢铁集团有限责任公司原董事长、总经理
- 刘永好　新希望集团有限公司董事长、总裁
- 许立荣　中国远洋海运集团有限公司党组书记、董事长
- 许振超　青岛前湾集装箱码头有限责任公司固机高级经理，中华全国总工会原副主席（兼职）
- 许海峰　体育总局自行车击剑运动管理中心原副主任
- 许崇德　中国人民大学宪法学与行政法学原学科带头人，中国法学会宪法学研究会原名誉会长
- 孙永才　中国中车集团有限公司党委副书记、董事、总经理，中国中车股份有限公司党委副书记、执行董事、总裁
- 孙家栋　中国航天科技集团有限公司高级技术顾问，风云二号卫星工程总设计师，北斗二号卫星工程和中国第二代卫星导航系统重大专项高级顾问，原航空航天工业部副部长
- 杜润生　原中央农村政策研究室主任，原国务院农村发展研究中心主任
- 李书福　浙江吉利控股集团董事长，全国工商联副主席（兼职）
- 李东生　TCL集团股份有限公司党委书记、董事长、首席执行官，全国工商联副主席（兼职）
- 李谷一（女）　原东方歌舞团党委书记兼第一副团长
- 李保国　河北农业大学教授
- 李彦宏　百度在线网络技术（北京）有限公司董事长、首席执行官
- 李雪健　中国国家话剧院一级演员，中国文联副主席（兼职），中国电影家协会主席（兼职）
- 杨善洲　云南省原保山地委书记
- 步鑫生　浙江省原海盐衬衫总厂厂长、党支部副书记，海盐县原二轻总公司副经理
- 吴仁宝　江苏省江阴市华西村原党委书记
- 吴良镛　清华大学教授
- 吴金印　河南省卫辉市唐庄镇党委书记，新乡市人大常委会原副主任
- 吴荣南　厦门航空有限公司原党委副书记、总经理
- 邱娥国　江西省南昌市公安局特警支队原调研员
- 何享健　美的控股有限公司董事长
- 何载　中央组织部原秘书长兼干部审查局局长
- 余留芬（女）　贵州省盘州市淤泥乡岩博联村党委书记、岩博村党委书记
- 邹碧华　上海市高级人民法院原党组成员、副院长、高级法官
- 库尔班·尼亚孜（维吾尔族）　新疆维吾尔自治区阿克苏地区乌什县依麻木镇国家通用语言小学校长
- 张月姣（女）　世界银行解决投资争端国际中心仲裁员，原外经贸部条法司司长，世界贸易组织争端解决机制上诉机构原主席
- 张瑞敏　海尔集团党委书记、董事局主席、首席执行官
- 张黎明　国网天津市电力公司滨海供电分公司运维检修部配电运检室党支部副书记、配电抢修班班长
- 张飚　新疆维吾尔自治区石河子市人民检察院监所检察科原检察员
- 陈日新　原平朔煤炭工业公司党委书记、总经理
- 陈冯富珍（女）　世界卫生组织原总干事
- 陈景润　中国科学院原数学研究所研究员
- 茅永红　湖北省武汉市江岸区百步亭社区党委书记，百步亭集团有限公司董事局主席
- 林毅夫　北京大学教授，全国工商联原专职副主席
- 杰桑·索南达杰（藏族）　青海省玉树藏族自治州治多县原县委副书记，治多县西部工委原书记
- 罗阳　航空工业集团沈阳飞机工业（集团）有限公司原党委副书记、董事长、总经理
- 周明金　山东省莱西市国土资源局原党组书记，原莱西县委组织部副部长
- 郑举选　湖北省武汉市华侨友谊贸易有限公司董事长、总经理
- 郑德荣　东北师范大学原副校长
- 郎平（女）　中国国家女排主教练，中国排球协会副主席
- 胡小燕（女）　广东省佛山市三水区总工会副主席，新明珠建陶工业有限公司成品车间原副主任、销售主管
- 胡福明　江苏省政协原副主席，南京大学教授
- 南仁东（满族）　中国科学院国家天文台500米口径球面射电望远镜（FAST）工程原首席科学家兼总工程师
- 南存辉　正泰集团股份有限公司董事长，全国工商联副主席（兼职）
- 柳传志　联想控股股份有限公司党委书记、董事长
- 钟南山　广州医科大学附属第一医院国家呼吸系统疾病临床医学研究中心原主任
- 禹国刚　深圳证券交易所原副总经理（法定代表人）
- 施光南　全国青联原副主席，中国音乐家协会原副主席
- 姚明　中国篮球协会主席
- 秦振华　江苏省苏州市人大常委会原副主任，张家港市原市委书记、人大常委会主任
- 袁庚　招商局集团原常务副董事长，原蛇口工业区管委会主任
- 袁隆平　湖南省政协原副主席，湖南杂交水稻研究中心原主任
- 倪润峰　原四川长虹电子集团有限公司党委书记、董事局主席
- 郭明义　鞍钢集团矿业有限公司齐大山铁矿生产技术室业务主管（公路管理员），中华全国总工会副主席（兼职）
- 屠呦呦（女）　中国中医科学院青蒿素研究中心主任
- 蒋子龙　天津市作家协会名誉主席
- 蒋佳冀　中国人民解放军95478部队部队长
- 景海鹏　中国人民解放军航天员大队特级航天员
- 程开甲　原国防科工委科技委常任委员，原总装备部科技委顾问
- 鲁冠球　万向集团公司原董事局主席
- 曾宪梓　香港金利来集团有限公司创办人
- 谢晋　上海电影（集团）有限公司原电影导演
- 谢高华　浙江省衢州市人大常委会原副主任，原义乌县委书记
- 路遥　原中国作家协会陕西分会党组成员、副主席
- 鲍新民　浙江省湖州市安吉县天荒坪镇余村村原党支部书记
- 樊锦诗（女）　敦煌研究院名誉院长
- 潘建伟　中国科学技术大学常务副校长，九三学社中央副主席，中国科学技术协会副主席
- 霍英东　全国政协原副主席，香港霍英东集团创办人
- 戴明盟　中国人民解放军92853部队部队长

## 列表
| 姓名（团体）              | 获奖原因                                               | 职务 |
| ------------------------- | ------------------------------------------------------ | --- |
| 于敏                      | 国防科技事业改革发展的重要推动者                       | 中国工程物理研究院原副院长、研究员 |
| 于漪（女）                | 基础教育改革的优秀教师代表                             | 上海市杨浦高级中学名誉校长 |
| 小岗村“大包干”带头人      | 农村改革的先行者                                       | 农村改革的先行者 |
| 马万祺                    | 率先到内地投资的澳门著名企业家和社会活动家             | 全国政协原副主席，澳门中华总商会原会长 |
| 马云                      | 数字经济的创新者                                       | 阿里巴巴（中国）有限公司董事局主席 |
| 马化腾                    | “互联网+”行动的探索者                                  | 深圳市腾讯计算机系统有限公司董事会主席、首席执行官                                                                                               |
| 马善祥（回族）            | 基层社会治理创新的优秀人民调解员                       | 重庆市江北区观音桥街道办事处人民调解员、“老马工作室”负责人                                                                                       |
| 王大珩                    | “863”计划的主要倡导者                                  | 中国科学院长春光学精密机械与物理研究所原名誉所长                                                                                                 |
| 王书茂                    | 海洋维权的模范                                         | 海南省琼海市潭门镇潭门村党支部纪检委员，潭门镇海上民兵连副连长                                                                                   |
| 王永民                    | 推动汉字信息化的“王码五笔字型”发明者                   | 北京王码创新网络技术有限公司董事长 |
| 王有德（回族）            | 科学治沙的探路人                                       | 宁夏灵武白芨滩国家级自然保护区管理局原党委书记、局长                                                                                             |
| 王伯祥                    | 打造寿光蔬菜品牌推动农业产业化的典型代表               | 山东省潍坊市原市委副书记、市长，原寿光县委书记                                                                                                   |
| 王启民                    | 科技兴油保稳产的大庆“新铁人”                           | 大庆油田有限责任公司原总经理助理 |
| 王选                      | 科技体制改革的实践探索者                               | 全国政协原副主席，北京大学计算机科学技术研究所原所长                                                                                             |
| 王宽诚                    | 支持国家建设和改革开放的香港工商界优秀代表             | 王宽诚教育基金会创办人 |
| 王家福                    | 推动依法治国的理论创新者                               | 中国社会科学院法学研究所原所长 |
| 王瑛（女，回族）          | 全面从严治党中纪检监察干部的优秀代表                   | 四川省南江县原县委常委、纪委书记 |
| 韦昌进                    | 保卫改革开放和平环境的战斗英雄                         | 山东省枣庄军分区政治委员 |
| 韦焕能（壮族）            | 基层群众自治制度的探索者                               | 广西壮族自治区河池市宜州区屏南乡合寨村原村委会副主任                                                                                             |
| 巨晓林                    | 知识型企业职工的优秀代表                               | 中铁电气化局集团第一工程有限公司技术员，中华全国总工会副主席（兼职）                                                                             |
| 孔繁森                    | 党员领导干部的楷模                                     | 西藏自治区阿里地区原地委书记、政协主席 |
| 厉以宁                    | 经济体制改革的积极倡导者                               | 北京大学光华管理学院名誉院长、教授 |
| 叶聪                      | 载人深潜事业的实践者                                   | 中国船舶重工集团有限公司第七○二研究所副所长、水下工程研究开发部主任                                                                              |
| 申纪兰（女）              | 初心不改的农村的先进模范代表                           | 山西省平顺县西沟村党总支副书记，山西省妇联原主任，长治市人大常委会原副主任，平顺县原县委副书记                                                   |
| 史久镛                    | 外交领域国家利益的忠实捍卫者                           | 外交部原法律顾问，联合国国际法院原院长 |
| 冉绍之                    | 三峡移民安置的实践探索者                               | 重庆市奉节县移民局原副局长 |
| 包起帆                    | 港口装卸自动化的创新者                                 | 上海国际港务（集团）股份有限公司原副总裁、原技术中心主任                                                                                         |
| 尼玛顿珠（藏族）          | 西藏牧区改革的“排头兵”                                 | 西藏自治区阿里地区改则县物玛乡抢古村党支部书记                                                                                                   |
| 廷·巴特尔（蒙古族）       | 扎根牧区、带领牧民脱贫致富的优秀基层干部               | 内蒙古自治区锡林郭勒盟阿巴嘎旗洪格尔高勒镇萨如拉图雅嘎查原党支部书记                                                                             |
| 刘汉章                    | 国企改革“邯钢经验”的创造者                             | 邯郸钢铁集团有限责任公司原董事长、总经理 |
| 刘永好                    | 民营企业家的优秀代表                                   | 新希望集团有限公司董事长、总裁 |
| 许立荣                    | 远洋运输体制改革的推动者                               | 中国远洋海运集团有限公司党组书记、董事长 |
| 许振超                    | 践行“工匠精神”的优秀代表                               | 青岛前湾集装箱码头有限责任公司固机高级经理，中华全国总工会原副主席（兼职）                                                                       |
| 许海峰                    | 我国首位奥运冠军                                       | 体育总局自行车击剑运动管理中心原副主任 |
| 许崇德                    | 中国特色社会主义法律体系建设的积极推动者               | 中国人民大学宪法学与行政法学原学科带头人，中国法学会宪法学研究会原名誉会长                                                                       |
| 孙永才                    | “复兴号”高速列车研制的主持者                           | 中国中车集团有限公司党委副书记、董事、总经理，中国中车股份有限公司党委副书记、执行董事、总裁                                                     |
| 孙家栋                    | 航天科技事业创新发展的重要推动者                       | 中国航天科技集团有限公司高级技术顾问，风云二号卫星工程总设计师，北斗二号卫星工程和中国第二代卫星导航系统重大专项高级顾问，原航空航天工业部副部长 |
| 杜润生                    | 农村改革的重要推动者                                   | 原中央农村政策研究室主任，原国务院农村发展研究中心主任                                                                                           |
| 李书福                    | 民营汽车工业开放发展的优秀代表                         | 浙江吉利控股集团董事长，全国工商联副主席（兼职）                                                                                                 |
| 李东生                    | 电子产业打开国际市场的开拓者                           | TCL集团股份有限公司党委书记、董事长、首席执行官，全国工商联副主席（兼职）                                                                        |
| 李谷一（女）              | 讴歌改革开放的歌唱家                                   | 原东方歌舞团党委书记兼第一副团长 |
| 李保国                    | 开创山区扶贫新路的“太行山愚公”                         | 河北农业大学教授 |
| 李彦宏                    | 海归创业报国推动科技创新的优秀代表                     | 百度在线网络技术（北京）有限公司董事长、首席执行官                                                                                               |
| 李雪健                    | 弘扬社会主义核心价值观的优秀表演艺术家                 | 中国国家话剧院一级演员，中国文联副主席（兼职），中国电影家协会主席（兼职）                                                                       |
| 杨善洲                    | 不忘初心、奉献一生的退休干部楷模                       | 云南省原保山地委书记 |
| 步鑫生                    | 城市集体企业改革的先行者                               | 浙江省原海盐衬衫总厂厂长、党支部副书记，海盐县原二轻总公司副经理                                                                                 |
| 吴仁宝                    | 华西村改革发展的带头人                                 | 江苏省江阴市华西村原党委书记 |
| 吴良镛                    | 人居环境科学的创建者                                   | 清华大学教授 |
| 吴金印                    | 乡镇基层党员干部的优秀代表                             | 河南省卫辉市唐庄镇党委书记，新乡市人大常委会原副主任                                                                                             |
| 吴荣南                    | 厦门航空事业的开拓者                                   | 厦门航空有限公司原党委副书记、总经理 |
| 邱娥国                    | 基层社会治理创新的优秀民警代表                         | 江西省南昌市公安局特警支队原调研员 |
| 何享健                    | 乡镇企业改组上市的先行者                               | 美的控股有限公司董事长 |
| 何载                      | 落实干部政策、平反冤假错案的执行者                     | 中央组织部原秘书长兼干部审查局局长 |
| 余留芬（女）              | 深度贫困地区带领村民脱贫攻坚的优秀代表                 | 贵州省盘州市淤泥乡岩博联村党委书记、岩博村党委书记                                                                                               |
| 邹碧华                    | 司法体制改革的“燃灯者”                                 | 上海市高级人民法院原党组成员、副院长、高级法官                                                                                                   |
| 库尔班·尼亚孜（维吾尔族） | 民族团结进步的践行者                                   | 新疆维吾尔自治区阿克苏地区乌什县依麻木镇国家通用语言小学校长                                                                                     |
| 张月姣（女）              | 对外开放法制建设的积极实践者                           | 世界银行解决投资争端国际中心仲裁员，原外经贸部条法司司长，世界贸易组织争端解决机制上诉机构原主席                                                 |
| 张瑞敏                    | 注重企业管理创新的优秀企业家                           | 海尔集团党委书记、董事局主席、首席执行官 |
| 张黎明                    | 创新型一线劳动者的优秀代表                             | 国网天津市电力公司滨海供电分公司运维检修部配电运检室党支部副书记、配电抢修班班长                                                                 |
| 张飚                      | 维护社会公平正义的模范检察官                           | 新疆维吾尔自治区石河子市人民检察院监所检察科原检察员                                                                                             |
| 陈日新                    | 中外合作“平朔模式”的创造者                             | 原平朔煤炭工业公司党委书记、总经理 |
| 陈冯富珍（女）            | “一带一路”卫生领域合作推动者                           | 世界卫生组织原总干事 |
| 陈景润                    | 激励青年勇攀科学高峰的典范                             | 中国科学院原数学研究所研究员 |
| 茅永红                    | 社区党建和治理创新的探索者                             | 湖北省武汉市江岸区百步亭社区党委书记，百步亭集团有限公司董事局主席                                                                               |
| 林毅夫                    | 经济体制改革理论的探索者                               | 北京大学教授，全国工商联原专职副主席 |
| 杰桑·索南达杰（藏族）     | 可可西里和三江源生态环境保护的先驱                     | 青海省玉树藏族自治州治多县原县委副书记，治多县西部工委原书记                                                                                     |
| 罗阳                      | 用生命践行航空报国的优秀代表                           | 航空工业集团沈阳飞机工业（集团）有限公司原党委副书记、董事长、总经理                                                                             |
| 周明金                    | 农村基层党建“莱西经验”的实践创新者                     | 山东省莱西市国土资源局原党组书记，原莱西县委组织部副部长                                                                                         |
| 郑举选                    | 小商品市场“汉正街”模式的主要开创者                     | 湖北省武汉市华侨友谊贸易有限公司董事长、总经理                                                                                                   |
| 郑德荣                    | 马克思主义中国化理论研究的推动者                       | 东北师范大学原副校长 |
| 郎平（女）                | 塑造传承“女排精神”的优秀代表                           | 中国国家女排主教练，中国排球协会副主席 |
| 胡小燕（女）              | 改革开放中涌现的优秀农民工代表                         | 广东省佛山市三水区总工会副主席，新明珠建陶工业有限公司成品车间原副主任、销售主管                                                                 |
| 胡福明                    | 真理标准大讨论的代表人物                               | 江苏省政协原副主席，南京大学教授 |
| 南仁东（满族）            | “中国天眼”的主要发起者和奠基人                         | 中国科学院国家天文台500米口径球面射电望远镜（FAST）工程原首席科学家兼总工程师                                                                    |
| 南存辉                    | 温州民营经济的优秀代表                                 | 正泰集团股份有限公司董事长，全国工商联副主席（兼职）                                                                                             |
| 柳传志                    | 科技产业化的先行者                                     | 联想控股股份有限公司党委书记、董事长 |
| 钟南山                    | 公共卫生事件应急体系建设的重要推动者                   | 广州医科大学附属第一医院国家呼吸系统疾病临床医学研究中心原主任                                                                                   |
| 禹国刚                    | 资本市场发展的实践者                                   | 深圳证券交易所原副总经理（法定代表人） |
| 施光南                    | 谱写改革开放赞歌的音乐家                               | 全国青联原副主席，中国音乐家协会原副主席 |
| 姚明                      | 体育领域交流开放的优秀代表                             | 中国篮球协会主席 |
| 秦振华                    | “张家港精神”的塑造者                                   | 江苏省苏州市人大常委会原副主任，张家港市原市委书记、人大常委会主任                                                                               |
| 袁庚                      | 改革开放试验田“蛇口模式”的探索创立者                   | 招商局集团原常务副董事长，原蛇口工业区管委会主任                                                                                                 |
| 袁隆平                    | 杂交水稻研究的开创者                                   | 湖南省政协原副主席，湖南杂交水稻研究中心原主任                                                                                                   |
| 倪润峰                    | 企业“军转民”实践的创新者                               | 原四川长虹电子集团有限公司党委书记、董事局主席                                                                                                   |
| 郭明义                    | “雷锋精神”的优秀传承者                                 | 鞍钢集团矿业有限公司齐大山铁矿生产技术室业务主管（公路管理员），中华全国总工会副主席（兼职）                                                     |
| 屠呦呦（女）              | 中医药科技创新的优秀代表                               | 中国中医科学院青蒿素研究中心主任 |
| 蒋子龙                    | “改革文学”作家的代表                                   | 天津市作家协会名誉主席 |
| 蒋佳冀                    | 空军实战化创新战法的优秀代表                           | 中国人民解放军95478部队部队长 |
| 景海鹏                    | 三巡苍穹的英雄航天员                                   | 中国人民解放军航天员大队特级航天员 |
| 程开甲                    | 核武器事业的开拓者                                     | 原国防科工委科技委常任委员，原总装备部科技委顾问                                                                                                 |
| 鲁冠球                    | 乡镇企业改革发展的先行者                               | 万向集团公司原董事局主席 |
| 曾宪梓                    | 倾力支持国家改革开放的香港著名企业家                   | 香港金利来集团有限公司创办人 |
| 谢晋                      | 助推思想解放、拨乱反正的电影艺术家                     | 上海电影（集团）有限公司原电影导演 |
| 谢高华                    | 义乌小商品市场的催生培育者                             | 浙江省衢州市人大常委会原副主任，原义乌县委书记                                                                                                   |
| 路遥                      | 鼓舞亿万农村青年投身改革开放的优秀作家                 | 原中国作家协会陕西分会党组成员、副主席 |
| 鲍新民                    | “绿水青山就是金山银山”理念的践行者                     | 浙江省湖州市安吉县天荒坪镇余村村原党支部书记 |
| 樊锦诗（女）              | 文物有效保护的探索者                                   | 敦煌研究院名誉院长 |
| 潘建伟                    | 量子信息研究的创新者                                   | 中国科学技术大学常务副校长，九三学社中央副主席，中国科学技术协会副主席                                                                           |
| 霍英东                    | 为国家改革开放作出杰出贡献的香港著名企业家和社会活动家 | 全国政协原副主席，香港霍英东集团创办人 |
| 戴明盟                    | 航母战斗力建设的实践探索者                             | 中国人民解放军92853部队部队长 |

1. 1 2  他们分别是：关延珠、严立富、严立华、严立坤、严金昌、严家芝、严学昌、严立学、严俊昌、严美昌、严宏昌、严付昌、严家其、严国品、关友生、关友章、关友江、韩国云18人。

## 中国改革友谊奖章得主名单（10名）
- 阿兰·梅里埃（法国）　法国生物梅里埃集团创始人，梅里埃基金会主席
- 威尔纳·格里希（德国）　武汉柴油机厂原厂长
- 克劳斯·施瓦布（德国）　世界经济论坛执行主席
- 松下幸之助（日本）　松下公司创始人，原社长、会長
- 大平正芳（日本）　日本前内阁总理大臣
- 李光耀（新加坡）　新加坡前总理、内阁资政
- 胡安·安东尼奥·萨马兰奇（西班牙）　国际奥委会原主席
- 斯蒂芬·佩里（英国）　英国48家集团俱乐部主席
- 莫里斯·格林伯格（美国）　美国史带投资集团董事长、首席执行官，美中关系全国委员会董事会执行副主席
- 罗伯特·库恩（美国）　库恩基金会主席，库恩全球资本公司董事长